# Lohmann Klebetechnik

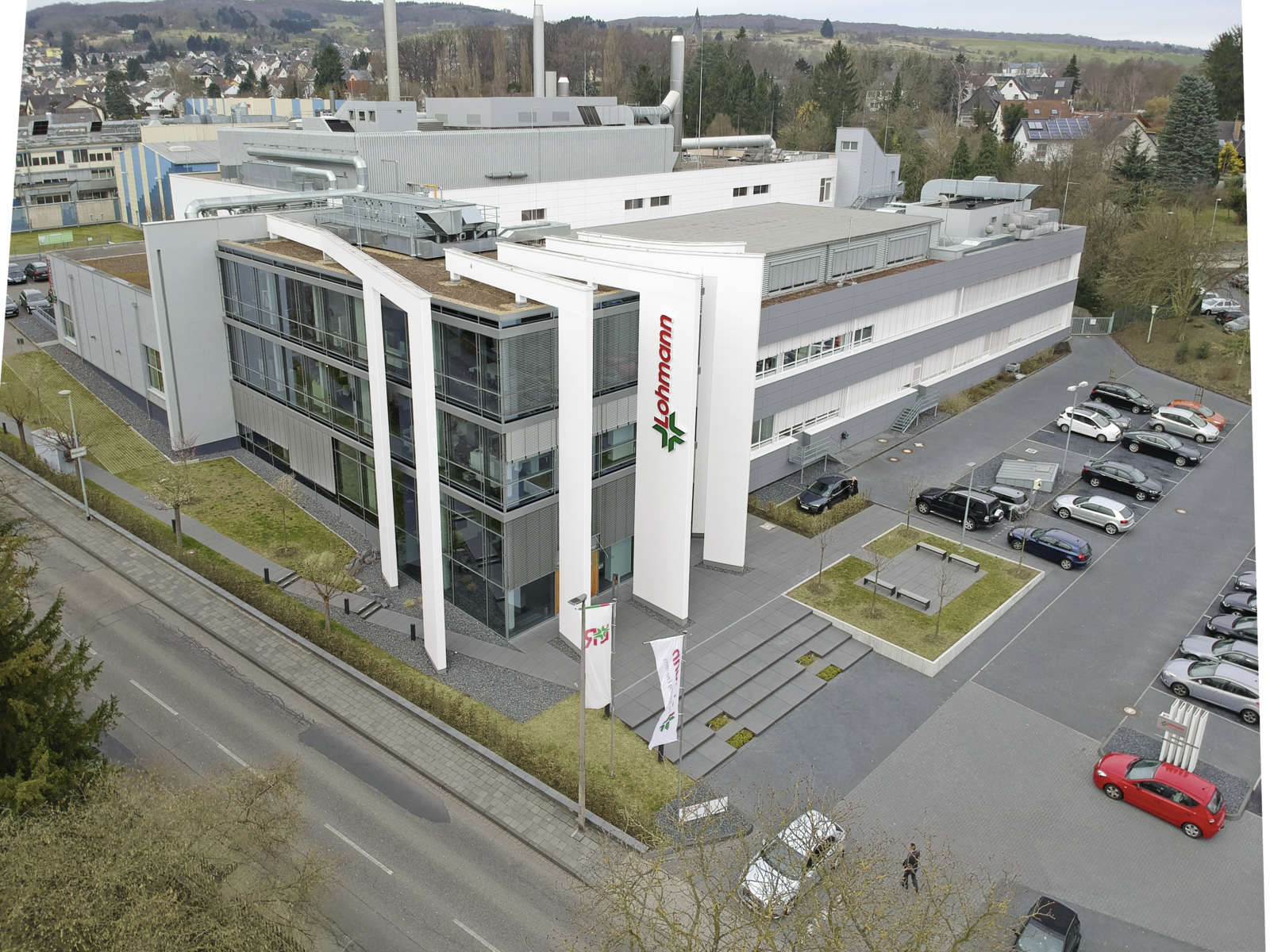

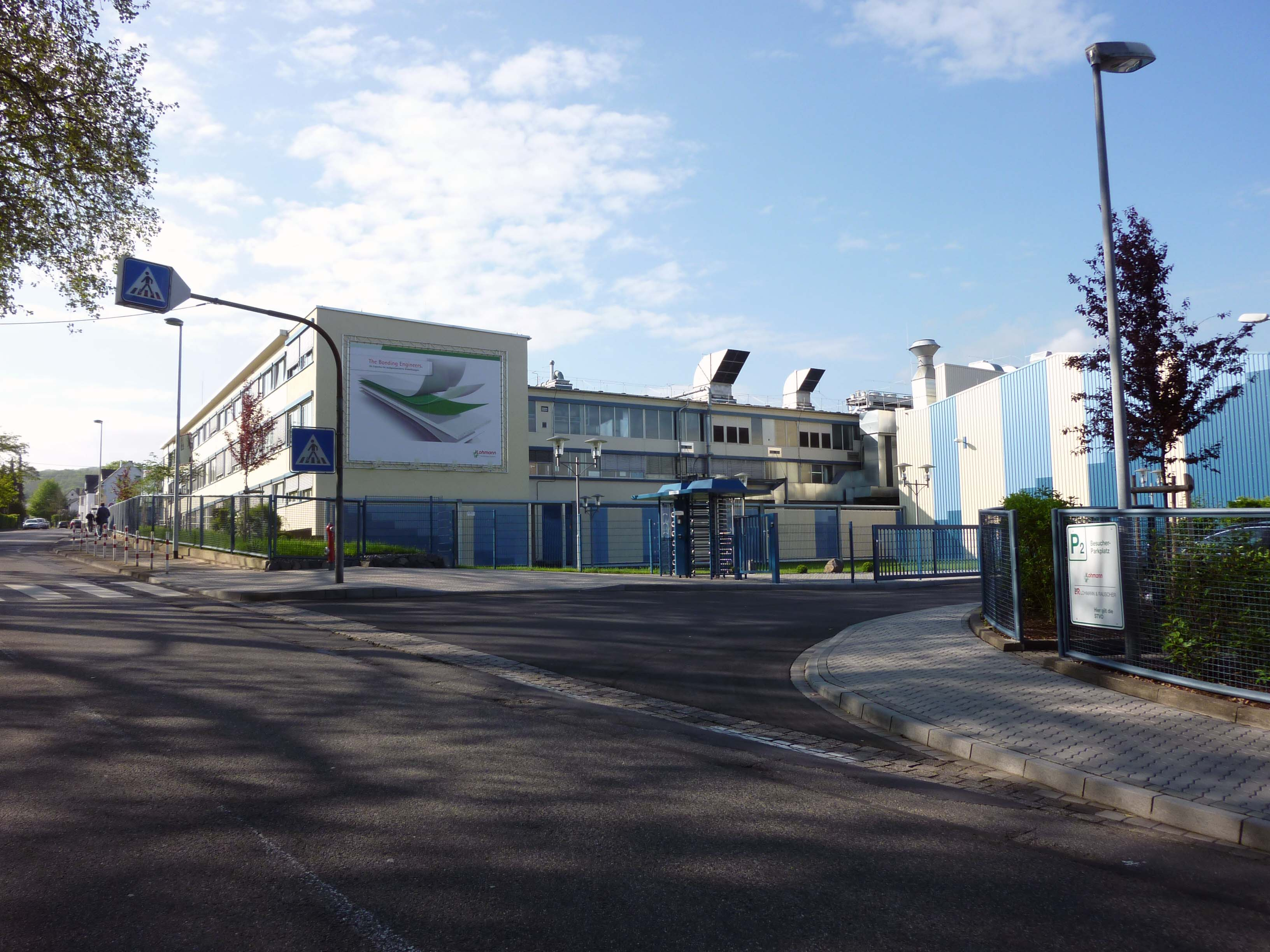
Werk Neuwied

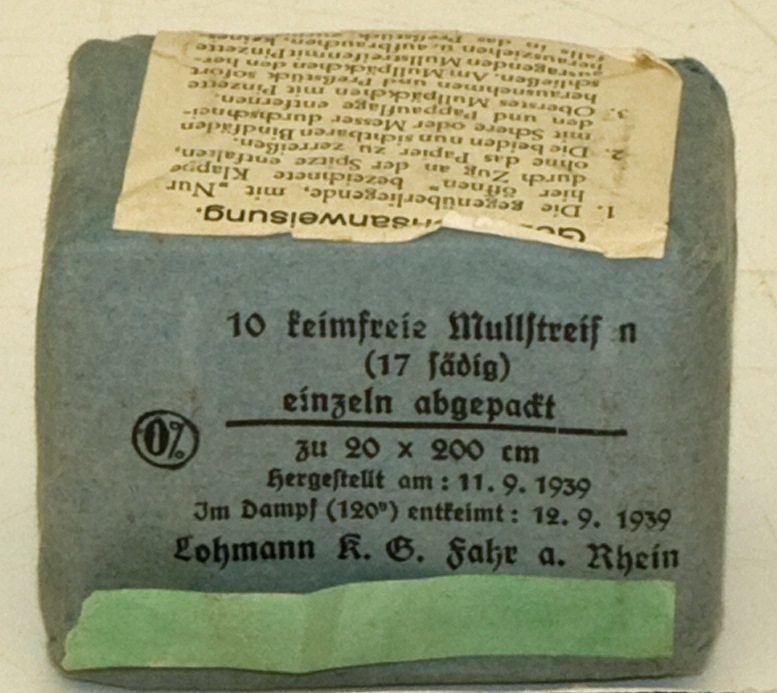
Sterile Mullstreifen aus dem Jahr 1939.

Die Lohmann GmbH & Co. KG ist ein Unternehmen im Bereich technischer Klebeprodukte mit Hauptsitz im Neuwieder Stadtteil Feldkirchen (Neuwied). An 27 Standorten und mit 50 Vertriebspartnern weltweit bietet Lohmann Klebelösungen für verschiedenste Industriezweige, u. a. Automobil, Bau, Konsumgüter, Elektronik, Medizin und die grafische Industrie. Diese Lösungen sind zwar oft unsichtbar, aber aus dem täglichen Leben nicht wegzudenken – sei es bei Autologos, Küchengeräten, medizinischen Wearables, diagnostischen Teststreifen oder Windelverschlüssen.

## Technologien
Im Jahr 1938 begann Lohmann mit der Produktion von doppelseitigen Klebebändern. Hier liegt bis heute das Kerngeschäft des Unternehmens und bis dato wurden rund 1440 Patente für klebende Verbindungen angemeldet.
Das Geschäftsfeld umfasst inzwischen nicht nur doppelseitige Klebebänder: 1951 wurde der grafische Markt erschlossen. Mit der Produktreihe DuploFLEX gab es nun auch Klebebänder für die Druckindustrie. 2006 entwickelte Lohmann-koester elastische Windelohren.
Nach rund zwei Jahren Bauzeit wurde das TEC Center am Hauptstandort Neuwied im Herbst 2016 eingeweiht. Auf über 1200 m² bietet es Raum für moderne Labors, Tagungsräume und die sogenannte Bonding Arena, ein anwendungstechnisches Labor. Zudem beheimatet das TEC Center eine High Performance Coating Line, eine moderne Beschichtungsanlage.
Die jüngste Erfindung ist die „UV-LUX-Technologie“, die weltweit erste durch UV-Licht aktivierbare Klebebandlösung mit Farbumschlag.

## Geschichte
Friedrich Julius Carl Lüscher gründete im Juli 1851 in Frankfurt am Main ein Unternehmen zum Import und Vertrieb von Chemikalien, Farben und Hilfsstoffen für Färbereien und Grundstoffen für Apotheken. 1870 übernahm August Lohmann die Betriebsleitung und das Unternehmen. Es wurde nach Bad Godesberg verlegt und das Sortiment um Verbandstoffe erweitert. Daraus entstand die Watte- und Verbandstoff-Fabrik Lüscher & Bömper.
Im Jahr 1899 kam das Unternehmen nach Fahr am Rhein und Johannes Lohmann, ein Bruder des Firmenleiters, trat in das Geschäft ein. 1929 wurde die Firma in Lohmann umbenannt. In den 1920er- und 1930er-Jahren begann die Herstellung von Wundpflastern und Gipsbinden. 1924 erfand der Chemiker Georg Teske die erste elastische Pflasterbinde (Elastoplast) und 1930 die fixierte Gipsbinde Cellona. Ab 1938 wurden doppelseitige Klebebänder für die Druckindustrie entwickelt. Während des Zweiten Weltkriegs erhielt Lohmann das Patent für das erste atmungsaktive Pflaster (Poroplast). Zeitweise waren bis zu 1000 Personen in Fahr beschäftigt. Im März 1945 wurde das Werk fast vollständig zerstört und anschließend von amerikanischen Besatzungstruppen geplündert. Nach der Übernahme durch die französische Besatzungsmacht wurden die letzten noch intakten Maschinen demontiert und nach Frankreich transportiert.
Unter der Leitung von Gustav Adolf Barth, dem Schwiegersohn von Johannes Lohmann, wurde das Werk wieder aufgebaut und 1949 eingeweiht. Es nahm die Produktion von Wund- und Verbandstoffen wieder auf und entwickelte ein Verfahren zur Verfestigung ungewebter Textilien (Vliesstoffe). 1951 wurde das 100-jährige Bestehen gefeiert. Währenddessen wurde der Betrieb der Lohmann KG. systematisch auf technische Klebebänder und Vliesstoffe ausgeweitet. 1957 wurde der Verbandstoff Metalline, ein aluminiumbeschichteter Vliesstoff, der nicht mit der Wunde verklebt, im Markt eingeführt. 1975 wurde das Unternehmen in „Lohmann GmbH und Co. KG“ umbenannt.
Die doppelseitigen Klebebänder für den Buchdruck wurden zu Klebebändern für industrielle Anwendungen weiterentwickelt. Die im Laufe der Jahre entstandenen vier Geschäftsbereiche Wundversorgung, Klebebandsysteme, Transdermale Therapiesysteme und Vliesstoffe wurden zu Beginn der 1990er-Jahre in selbstständige Unternehmen überführt. 1991 wird die koester GmbH & Co. KG erworben, welche als Lohmann koester Verschlusslösungen für den Hygienebereich sowie Haftklebeprodukte produziert. Eine weitere Unternehmensvergrößerung erfolgte 1998: Die Remscheider Metafol GmbH & Co. KG wurde erworben und so ein Standort mit dem Fokus auf Klebebandkonfektionierung und hochtechnologische Stanzprozesse geschaffen. Zwei Jahre später fasste Lohmann auch in Frankreich Fuß und erwarb die Firma Durabloc. Das Unternehmen ist auch heute noch in fünfter Generation familiengeführt: mit Dr. Jörg Pohlman, einem direkten Nachfahren des Unternehmensgründers August Lohmann.

## Produkte
Lohmann stellt Klebe- und Verbindungslösungen für den Gebrauch in der Konsumgüterindustrie, im Bereich der Erneuerbaren Energien, Druckindustrie, Automobilbau, Bauindustrie, Elektronik, für Hygieneprodukte, zur Ausrüstung von OP-Textilien und OP-Zubehör und in der medizinischen Diagnostik her. Weiterhin werden Beschichtungssysteme für verschiedene Industriezweige gefertigt.

## Auszeichnungen
- 2023: Innovationspreis Rheinland-Pfalz – „Sonderpreis Industrie“ für die Technologie UV-LUX, das weltweit erste mit UV-Licht aushärtbare Klebeband[4]
- 2023: Innovationspreis Rheinland-Pfalz – „Sonderpreis CO2-Reduktion“ für die Fertigungsanlage TwinMelt[5]

## Tochterunternehmen
- Die Lohmann-koester GmbH & Co. KG in Altendorf ist seit 1991 eine Tochtergesellschaft von Lohmann. Die Produktpalette umfasst Verschlusssysteme für Baby- und Inkontinenzwindeln, Klebebänder für den hygienischen Bereich und medizinische Produkte sowie Klebebänder für den technischen Bereich.
- 1998 übernahm Lohmann die Metafol GmbH & Co. KG in Remscheid. In dem daraus entstandenen Kompetenzzentrum Präzisionsstanzen findet eine Konfektionierung von Klebebändern hin zu  Präzisionsstanzerzeugnissen statt.
- 2000 erwarb Lohmann die französische Firma Durabloc in Louviers.

## Filme
- Die Wunderkleber – Lohmann in Neuwied. Dokumentarfilm, Deutschland 2015, 29:50 Min., Buch: Frank Hisam, Kamera: Uwe Müller und Stefanie Vier, Produktion: SWR, Reihe: made in Südwest, Erstsendung: 23. September 2015 bei SWR, Inhaltsangabe von ARD.